# مثلث (شعر)
المثلث عند الشعراء عبارة عن شعر عدد مصراعه ثلاثة بحيث لو جمع أول كلّ مصراع منه يحصل من المجموع مصراع رابع على ما في جامع الصنائع حيث قال المثلّث عند الشعراء ثلاثة مصاريع بحيث يكتبون الألفاظ الأولى في كلّ مصراع باللون الأحمر، فإذا جمعت نتج عنها مصراع رابع.